# Gustave Vieille
Gustave Vieille, né le 10 août 1842 à Besançon et mort le septembre 1909 dans la même ville, est un architecte français.

## Biographie
Marie Gustave Vieille naît le 10 août 1842, vers 21 h, à Besançon, au domicile parental sis 128 rue Grande. Il est le fils de Jean Xavier Édouard Vieille (architecte) et de Marie Cécile Catherine Joséphine Krebs, mariés l'un à l'autre et alors respectivement âgés de 36 et 25 ans. Il intègre l'École des beaux-arts de Paris et devient l'élève de Paul-Eugène Lequeux et de Charles Laisné. Puis, il retourne dans sa ville natale où il se fait remarquer, est nommé architecte du département et membre de la Commission départementale d'architecture. Il décède en septembre 1909 à Besançon. Ses obsèques sont célébrées le 30 avec des honneurs militaires rendus par le 60e régiment d'infanterie.

## Principales réalisations
- Immeuble et ateliers d'horlogerie, dit maison Savoye square Saint-Amour à Besançon[4] (1864)
- Immeuble 3 rue de lorraine à Besançon[5] (1884)
- Immeuble 4 rue de lorraine à Besançon[6] (1884)
- Immeuble ; atelier d'horlogerie 12 rue Proudhon à Besançon[7] (1884)
- Immeuble de la DRAC à Besançon[8] (1887)
- Gendarmerie 6 rue de Velotte à Montbéliard[9] (1888)

## Distinctions
- Chevalier de la Légion d'honneur (décret du 12 juillet 1888)[1]
- Officier d'académie[2]